# Ерозолимский, Борис Григорьевич
Борис Григорьевич Ерозоли́мский (1921—2014) — российский учёный в области общей и ядерной физики, доктор физико-математических наук, профессор, лауреат Сталинской премии (1953).

## Биография
Родился в 1921 году в Москве в семье врача Григория Вениаминовича Ерозолимского.
В 1948 году окончил физический факультет МГУ, на который поступил ещё за 10 лет до этого (с сентября 1941 по 1946 г. служил в РККА, курсант эвакуированной в Свердловск Академии Жуковского, инженер-специалист по радиолокации ЦКБ-17).
В 1947—1982 годах работал в ИАЭ имени И. В. Курчатова. Участник советской атомной программы измерял параметры деления урана и плутония, необходимые для расчета ядерных реакторов.
В 1956—1962 годах работал в секторе, которым руководил Г. И. Будкер, и организованном в 1958 году на его базе ИЯФ СО АН СССР (начальник сектора № 2). Вместе с Будкером создал первую установку со встречными пучками электронов. Разработал нейтронные методы исследования нефтяных скважин; изобрёл первый импульсный нейтронный генератор, который нашёл практическое применение при разведке нефти.
С середины 1960-х годов занимался исследованиями бета-распада нейтрона.
После эмиграции сына был вынужден уволиться из ИАЭ имени И. В. Курчатова. В 1982—1990 годах — старший научный сотрудник Лаборатории нейтронных исследований Ленинградского института ядерной физики имени Б. П. Константинова (ЛИЯФ, ныне ПИЯФ НИЦ).
С ноября 1991 года жил в США, работал в Гарвардском университете.
Доктор физико-математических наук, профессор кафедры общей физики МФТИ, автор 80 печатных работ и 5 изобретений.
Умер 26 августа 2014 года в Эндовере (США, штат Массачусетс, недалеко от Бостона).

## Награды и премии
- Сталинская премия третьей степени (1953) — за расчётные и экспериментальные работы по созданию реакторов для производства трития
- орден «Знак Почёта»

## Сочинения
- Измерение коэффициента размножения нейтронов (эффективного числа вторичных нейтронов) для делящихся изотопов урана и плутония при делении на тепловых нейтронах [Текст] / П. Е. Спивак, Б. Г. Ерозолимский. — Москва : [б. и.], 1955. — 16 с. : ил.; 22 см.
- Точное измерение коэффициента корреляции спин-электрон в распаде поляризованных нейтронов и определение отношения GA/GV [Текст] / Б. Г. Ерозолимский, А. И. Франк, Ю. А. Мостовой и др. — Москва : [б. и.], 1978. — 24 с. : ил.; 29 см.
- Новые измерения асимметрии вылета электрона по отношению к спину распадающегося нейтрона / Б. Г. Ерозолимский, И. А. Кузнецов, И. А. Куйда и др. — Л. : ЛИЯФ, 1990. — 27 с. : ил.; 20 см. — (Препр. АН СССР, Ленингр. ин-т ядер. физики им. Б. П. Константинова; N 1589).

Автор воспоминаний:
- Ерозолимский Б. Г. Незабываемые годы // Академик Г. И. Будкер: очерки, воспоминания. — Новосибирск : Наука. Сибирское отд., 1988. — С. 77—83.
- Ерозолимский Б. Г. Первые годы в лаборатории И. В. Курчатова // Игорь Васильевич Курчатов в воспоминаниях и документах. — 2004. — С. 621—640.